# Montmélian
Montmélian (Savoyaards: Montmèlyan) is een gemeente in het Franse departement Savoie (regio Auvergne-Rhône-Alpes). De gemeente telde 4.041 inwoners op 1 januari 2022. De plaats maakt deel uit van het arrondissement Chambéry en het gemeentelijk samenwerkingsverband Communauté de communes Cœur de Savoie, waarvan het de centrumstad is.
Montmélian is een historische stad op een strategische plek met destijds belangrijke fortificaties.

## Geschiedenis
De plaats is al bewoond sinds de Romeinse tijd. Een Romeinse weg liep hier langs de Isère. De stad bloeide in de middeleeuwen dankzij de brug over de Isère. Dit was gedurende meer dan 500 jaar de enige brug over de rivier tussen Albertville en Grenoble. Het was eerst een houten brug. Aan het einde van de 17e eeuw liet hertog Karel Emanuel II van Savoye een 115 meter lange stenen brug bouwen, de Pont Cuenot, genoemd naar haar bouwmeester. Tot de Isère in de 19e eeuw werd ingedijkt, was de rivier hier ook bevaarbaar met platbodems. Montmelian had een bloeiende rivierhaven waar stoffen, zout en hout werden vervoerd. Al in de 13e eeuw bezat Montmélian een hospitaal en in 1318 werd hier het eerste dominicanenklooster van Savoye gesticht. Boven de stad werd een citadel gebouwd. Montmélian zelf was een ommuurde stad.

## Geografie
De oppervlakte van Montmélian bedroeg op 1 januari 2022 5,69 vierkante kilometer; de bevolkingsdichtheid was toen 710,2 inwoners per km². De gemeente ligt op de rechteroever van de Isère, ongeveer aan het begin van de Grésivaudan, het brede dal van de Isère tot Grenoble.
De onderstaande kaart toont de ligging van Montmélian met de belangrijkste infrastructuur en aangrenzende gemeenten.

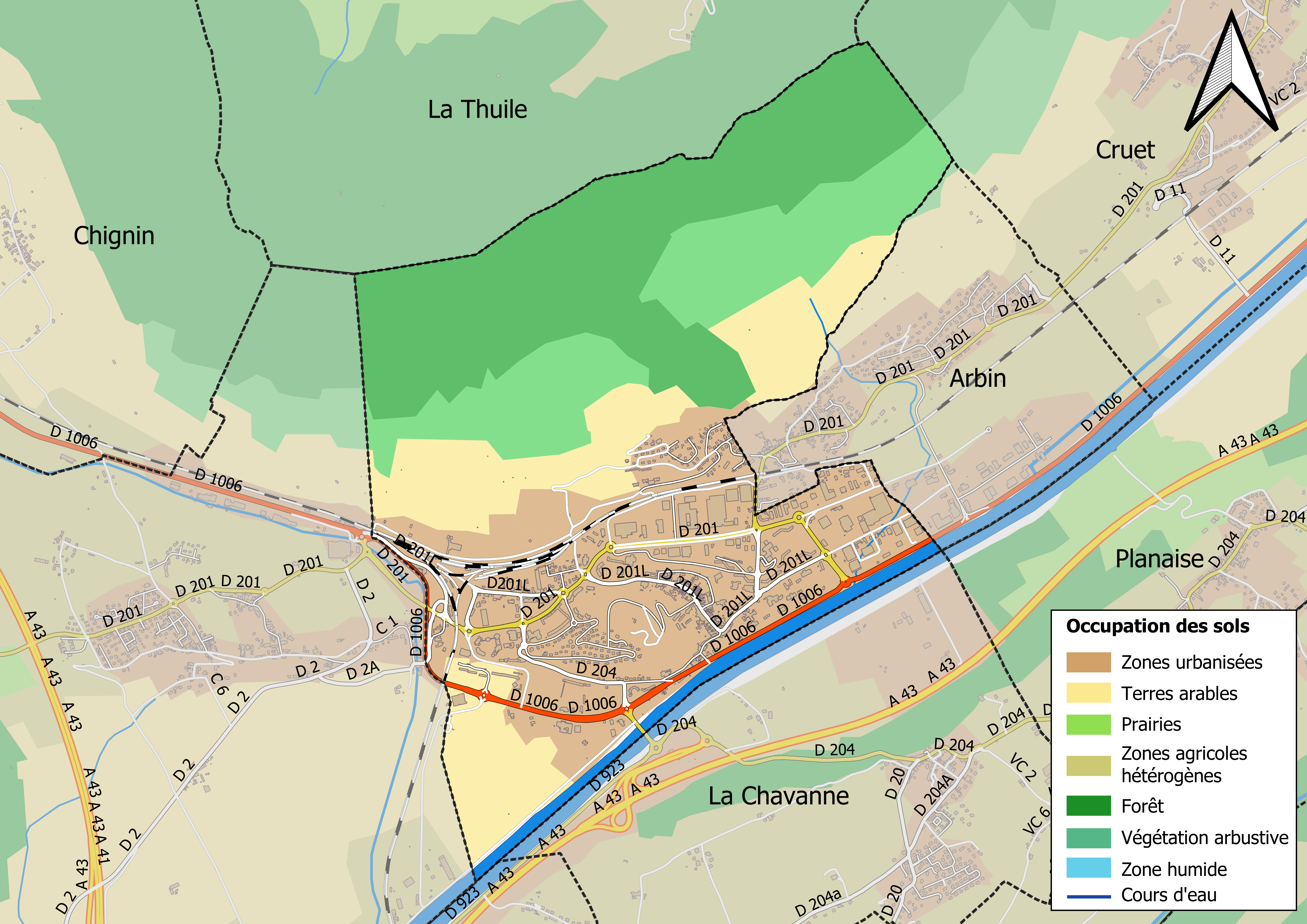

## Verkeer en vervoer
Vanuit Montmélian lopen vanouds belangrijke wegen naar Chambéry, Albertville en Grenoble. Ook is er vanouds een brug over de rivier, die de stad verbindt met de Belledonne.
In de gemeente ligt spoorwegstation Montmélian.

## Demografie
Onderstaande figuur toont het verloop van het inwonertal (bron: INSEE-tellingen).

## Geboren
- Pierre de Mellarède (1659-1730), politicus
- Michel Frédéric Pillet-Will (1781-1860), bankier
- François de Rosaz (1799-1876), advocaat en filantroop